# Mittelmühle (Schlaube)
Koordinaten: 52° 11′ 40,9″ N, 14° 25′ 59,5″ O

Nutzung als Jugendherberge, Aufnahme um 1955

Die ehemalige Mittelmühle, auch Schernsdorfer Mühle, lag zwischen der Ragower Mühle im Norden und dem Kupferhammer im Süden, an der Schlaube in der heutigen Gemeinde Siehdichum. Diese wird an der Mühle von dem ehemaligen Mühlenweg zwischen Mixdorf im Westen und Schernsdorf im Osten gekreuzt.

## Geschichte

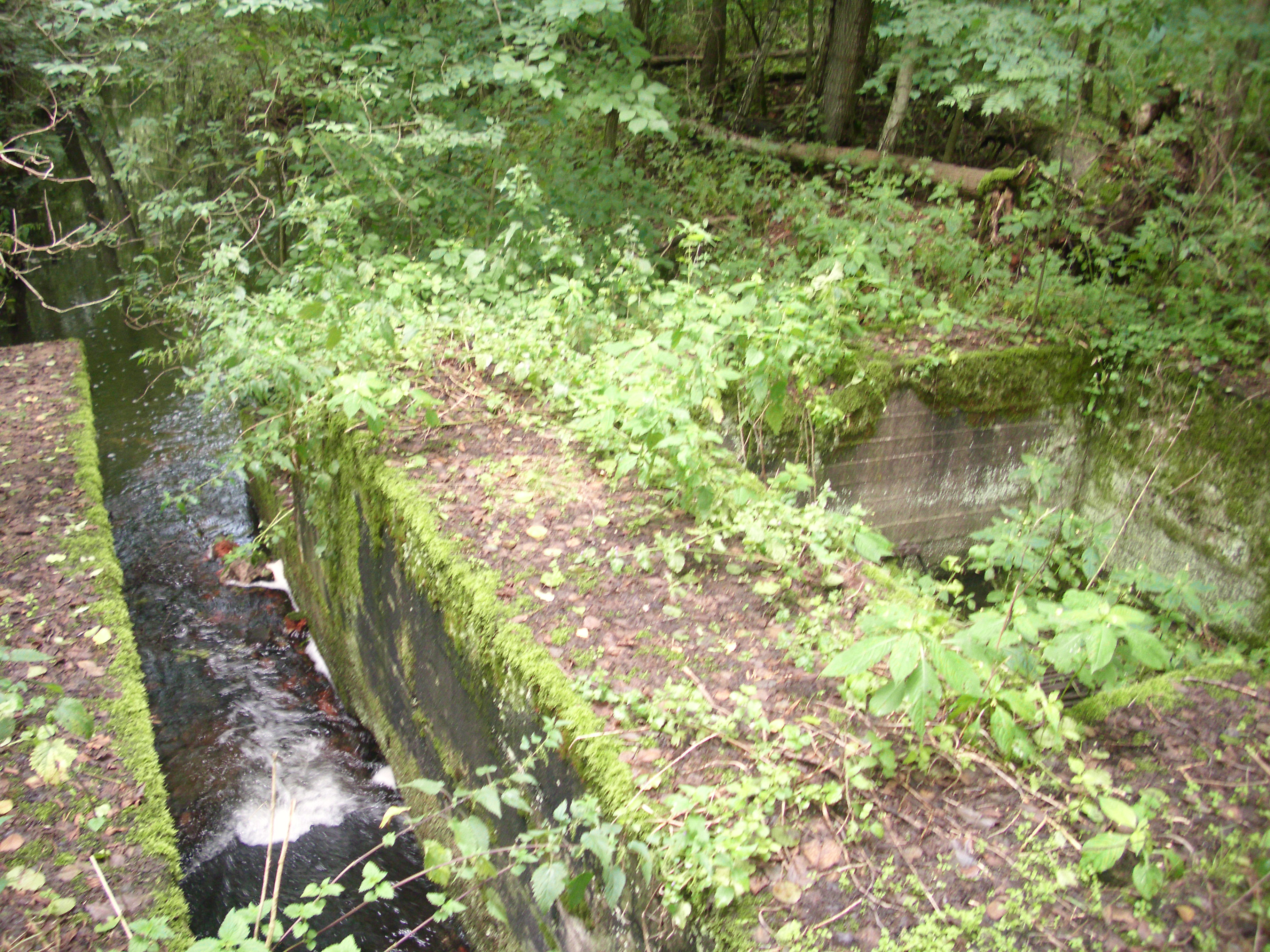
Fundamentreste der Mittelmühle

Einst stellte die Mühle die bedeutendste Anlage von Schernsdorf dar und wurde bereits um 1420 erstmals erwähnt, damals war der Müller Hildebrandt auf der Mühle. Der letzte Hildebrandt war der vormalige Steuereinnehmer und Sekretär des Klosters Neuzelle, August Hildebrandt, welcher als Bürgermeister von Cottbus die Mühle 1650 erwarb. Die Einkünfte, welche er zu erzielen suchte, stellten sich nicht ein, da bereits in den Jahren zuvor häufiger die Mühle zum Stillstand verurteilt war, weil der Wasserstand zum Betrieb nicht ausreichte. Als Ursache wurde der zu hohe Anstau am Wehr von Kupferhammer genannt. Daher veräußerte Hildebrandt die Mühle an den Schmiedemeister von Kupferhammer, Samuel Meynert, welcher ab 1658 auf der Mühle saß. Wenige Jahre später, 1674, erwarb Hans Schur (Schauer) die Mühle. Sie blieb nun in Familienbesitz der Schurs, Sohn Samuel übernahm die Mühle 1689, bis sein Schwiegersohn Christoph Zeidler, von der Ragower Mühle stammend, im Jahre 1714 die Schernsdorfer Mühle, nun eine Mahl- und Schneidemühle, erwarb. Hans Schur nahm sein Altenteil auf der Ragower Mühle, wo er am 6. Januar 1721 verstarb. Die Zeidlers hatten die Mühle bis nach 1900 in Familienbesitz. Der damalige Besitzer Ferdinand Zeidler senior wurde 1901 Obermeister der Mühleninnung des ehemaligen Landkreises Guben. Er war nicht nur ein Meister seines Faches, sondern auch ein begabter Orgelspieler.

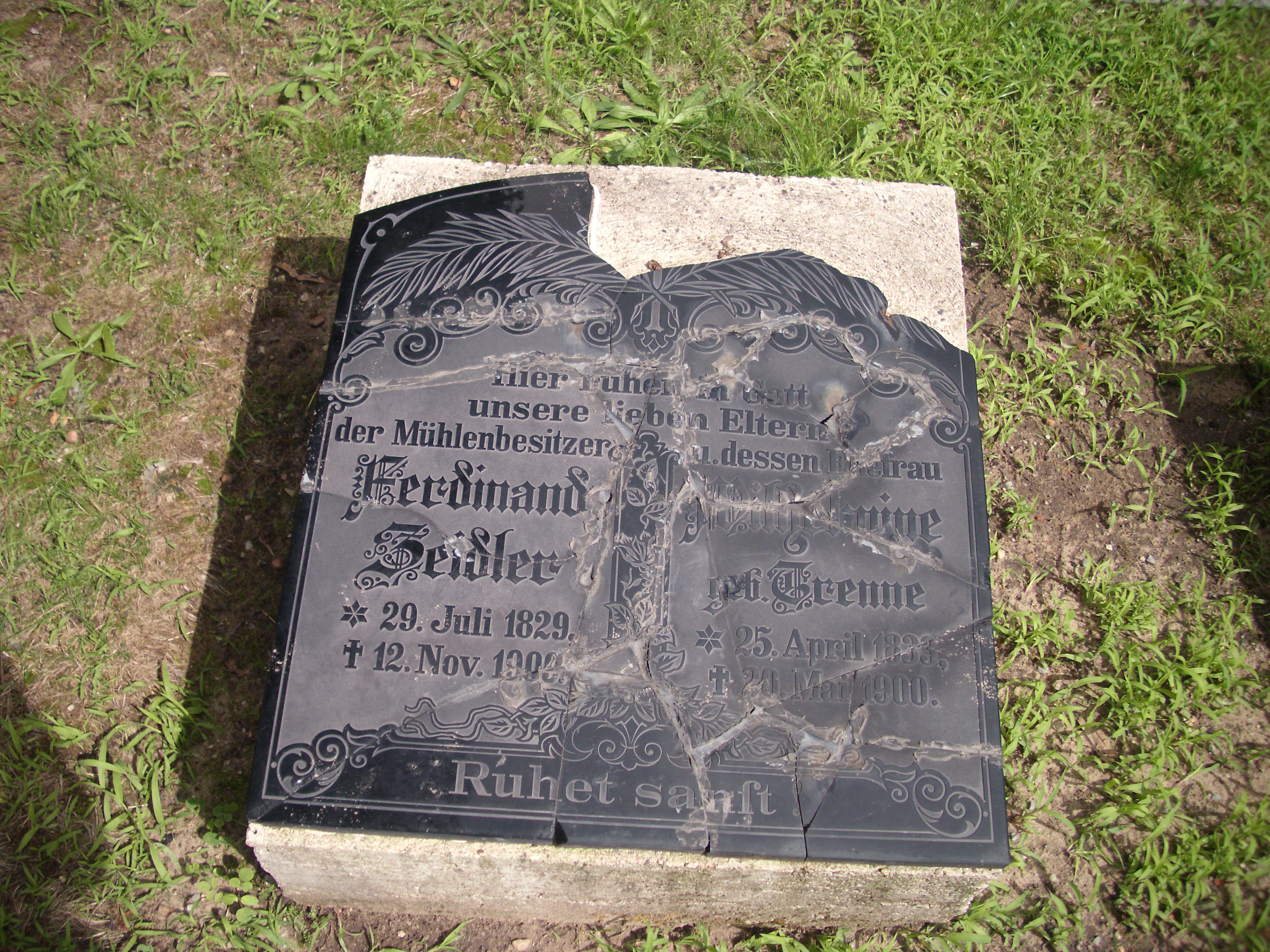
Grabplatte des Müllers der Mittelmühle Ferdinand Zeidler und dessen Ehefrau

Nach den Zeidlers wechselte die Mühle einige Male den Besitzer, ein Blankenfeld und ein Sohr versuchten sich als Müller. Der Frankfurter Kaufhausbesitzer Emil Hirsch erwarb das gesamte Mühlengut als Ferienheim für seine 300 Mitarbeiter, ehe er 1938, nun zwangsenteignet, in das KZ Sachsenhausen deportiert wurde. Sein Besitz wurde bereits 1935 „arisiert“.
Hans Weigelt kaufte die Mühle. Als Eigentümer des Gutes Mittelmühle, eröffnete er am 1. Oktober 1935 die ALA-Tonfilmbühne, ein Kino in Falkensee, dessen Veräußerung erfolgte 1940. Es ist bekannt, dass im Zweiten Weltkrieg die Mühle, welche zu diesem Zeitpunkt bereits nicht mehr in Betrieb war, zur Einquartierung von Flüchtlingen genutzt wurde. Mit dem Ende des Krieges wurde er durch die Sowjetische Besatzungsmacht abgeholt.
Die nun enteignete Mühle wurde im Sommer 1945 an den Kommunisten Wilhelm Garn übergeben, welcher die Produktion wieder aufnahm. Zum damaligen Zeitpunkt wurde von der Mühle mittels Turbine auch Strom erzeugt. Im Jahr 1946 erfolgte seine Verhaftung wegen einer angeblichen Schwarzschlachtung, welche er als stellvertretender Bürgermeister, gemeinsam mit dem Bürgermeister Fuchs von Schernsdorf, vorgenommen haben soll. Zu diesem Zeitpunkt waren alle Gebäude und Einrichtungen der Mühle intakt. Das Gutshaus hatte 13 Zimmer, eine große bäuerliche Küche und Nebengebäude aus doppelt gebrannten Ziegeln. Diese bedecken noch immer den Boden bis an die Schlaube.
Es folgte Josef Lutzenberger, die Mühle ging 1948 in den Besitz der Vereinigung der gegenseitigen Bauernhilfe (VdgB) über, welche das Land im Rahmen der Bodenreform verteilte. Die Mühle selbst, zu diesem Zeitpunkt Getreidemühle Schernsdorf, wurde nach der Aufgabe des Mühlenbetriebes von 1950 bis 1965 als Jugendherberge Hanno Günther betrieben. Zu diesem Zweck wurde sie renoviert, es gab damals bereits Zentralheizung in den Räumen.
Nicht wegen der Baufälligkeit der Gebäude, wie heute angenommen, sondern durch einen Beschluss in der DDR zum Standort, wurde sie 1966 aufgegeben. Da die Akademie der Wissenschaften der DDR neue Räumlichkeiten für ein Gästehaus suchte, sie musste die bis dahin genutzten Gebäude auf dem Großen Horst am Wirchensee im Jahre 1967 aufgeben, entstanden Planungen zu diesem Standort. Der Abriss der Mühle erfolgte 1969, das letzte Gebäude, eine Scheune, wurde 1979 abgetragen. Ab 1971 wurde der Staatliche Forstwirtschaftsbetrieb Frankfurt (Oder) mit Sitz in Müllrose für das Gelände zuständig. Es befindet sich jetzt im Naturschutzgebiet des Naturparks Schlaubetal.
Heute findet der Wanderer nahe einer Holzbrücke über die Schlaube nur noch Fundamentreste, Überreste des Mühlendeiches und des Zuleitungskanals. Die alten Teichanlagen wurden durch einen Dammbruch zerstört. Seit 2006 befindet sich die ehemalige Schlaubebrücke der Ragower Mühle als Übergang über die Schlaube an der Mittelmühle.

## Sonstiges
Auf den Wanderwegen ist die Mühle ausgewiesen.